# Veil of Secrets
I Veil if Secrets sono un gruppo musicale doom metal norvegese, fondato da Vibeke Stene e Asgeir Mickelson.

## Discografia

### Album in studio
- 2020 - Dead Poetry

### Singoli
- 2020 - The Last Attempt

### Videoclip
- 2020 - The Last Attempt

## Formazione
- Vibeke Stene - voce (2020 - presente)
- Asgeir Mickelson - chitarre, batteria, basso (2020 - presente)